# Ahmetli (Manisa)
Ahmetli ist eine Stadtgemeinde (Belediye) im gleichnamigen Ilçe (Landkreis) der Provinz Manisa in der türkischen Ägäisregion und gleichzeitig eine Gemeinde der 2012 geschaffenen Büyükşehir belediyesi Manisa (Großstadtgemeinde/Metropolprovinz) | in der Türkei. Seit der Gebietsreform 2013 ist die Gemeinde flächen- und einwohnermäßig identisch mit dem Landkreis.
Ahmetli ist der kleinste Landkreis/Stadtbezirk der Provinz/Büyükşehirund liegt etwa 50 Kilometer östlich des Zentrums der Provinzhauptstadt Manisa. Ahmetli wurde am 1. August 1951 zur Stadtgemeinde (Belediye) erhoben, was auch im Stadtlogo erkennbar ist. Der Ort hieß zuvor Karacabey (genannt Beyazıt) und wurde 1923 in den Volkshelden Ahmetli umbenannt.
Der Landkreis liegt im Süden der Provinz. Er grenzt im Westen an Turgutlu, im Norden an Saruhanlı und Gölmarmara, im Osten an Salihli und im Süden an die Provinz İzmir. Durch die Stadt verläuft von Westen nach Osten die E-96 von Izmir nach Afyonkarahisar. Im Süden des Landkreises liegt der Nordhang der Boz Dağları, im Norden das Tal des Flusses Gediz, des antiken Hermos.
Der Landkreis wurde am 1. September 1987 durch das Gesetz Nr. 3392 gebildet. Aus dem Kreis Turgutlu wurde der östliche Teil, der Bucak Ahmetli (Volkszählung 1985: 16.548 Einw. in 15 Dörfern und der Belediye) abgespalten und als Kreis selbständig.
(Bis) Ende 2012 bestand der Landkreis neben der Kreisstadt aus der Stadtgemeinde (Belediye) Gökkaya sowie 16 Dörfern (Köy), die während der Verwaltungsreform 2013 in Mahalle (Stadtviertel/Ortsteile) überführt wurden. Die sechs existierenden Mahalle der Kreisstadt blieben erhalten, während Gökkaya ebenfalls zu einem Mahalle herabgestuft wurde. Durch Herabstufung dieser Belediye und der Dörfer zu Mahalle stieg deren Zahl auf 23 an. Ihnen steht ein Muhtar als oberster Beamter vor.
Ende 2020 lebten durchschnittlich 722 Menschen in jedem der Mahalle, 3.738 Einw. im bevölkerungsreichsten (Ulu Cami Mah.).